# Vanilla shenzhenica
Vanilla shenzhenica là một loài phong lan thuộc chi Vanilla, Họ Lan. Loài lan này được mô tả khoa học lần đầu vào năm 2007 tại Thâm Quyến, Trung Quốc. Loài này cũng hiện diện tại Việt Nam. Thân cây Vanilla shenzhenica có dạng dây leo, đường kính thân cỡ 7-8mm, dài khoảng 3-4m và phân nhánh, mang nhiều lá có phiến dày hình elip, mỗi lá có kích thước khoảng 15–20 cm chiều dài và 6–9 cm chiều rộng.